# Lema witoldi
Lema witoldi es una especie de insecto coleóptero de la familia Chrysomelidae.
Fue descrita científicamente en 1984 por Borowiec.